# 余培军
余培军（1966年—），河南确山人，汉族，中华人民共和国政治人物、第十一届全国人民代表大会解放军代表。
毕业于北京航空航天大学自动控制专业，是中共党员。担任总装备部第二十六试验训练基地[63767部队]技术部副总工程师。2008年起担任全国人大代表。